# Dzbańce
Dzbańce [pronunciación en polaco: /ˈd͡zbaɲt͡sɛ/] (en alemán: Krug) es un pueblo ubicado en el distrito administrativo de Gmina Branice, dentro del Condado de Głubczyce, Voivodato de Opole, en el sur de Polonia occidental, cercano a la frontera checa. Se encuentra aproximadamente a 7 kilómetros al noreste de Branice, a 13 kilómetros al sur de Głubczyce, y a 65 kilómetros al sur de la capital regional Opole.
Antes de 1945 el área fue parte de Alemania.
El pueblo tiene una población de 51 habitantes.